# Holštajn frizijsko govedo
Holštajn frizijska goveda (često je skraćen na holštajni u Severnoj Americi, dok se termin frizijko govedo često koristi u Velikoj Britaniji i Irskoj) su pasmina goveda za mužu koja potiče iz holandskih provincija Severne Holandije i Frizije i Šlezvig-Holštajna iz Severnoj Nemačkoj i Jutlanda. Poznate su kao životinje za mužu sa najvišom proizvodnjom u svetu. Holandski i nemački uzgajivači uzgajali su i nadgledali razvoj pasmine s ciljem dobijanja životinja koje bi najbolje mogle da koriste travu, najbrojniji resurs ove oblasti. Tokom vekova, rezultat je bila visokoproduktivna, crno-bela krava muzara.
Sa rastom Novog sveta, tržište mleka je počelo da se razvija u Severnoj i Južnoj Americi, a mlekari su se za stoku okrenuli Holandiji. Nakon što je uvezeno oko 8.800 frizijskih goveda (nemačkih sa crnim šarama), problemi sa bolešću u Evropi doveli su do prestanka izvoza na tržišta u inostranstvu.
U Evropi se ova rasa koristi za mleko na severu, a za meso na jugu. Od 1945. godine evropski nacionalni razvoj doveo je do toga da stočarstvo i mlečni proizvodi postaju sve više regionalizovani. Više od 80% proizvodnje mleka se odvija severno od linije koja spaja Bordo i Veneciju, gde se takođe nalazi više od 60% ukupne stoke. Ova promena dovela je do potrebe za specijalizovanim životinjama za proizvodnju mleka (i govedine). Do tog vremena mleko i govedina su se proizvodili od životinja dvostruke namene. Rase koje su nacionalni derivati holandske frizijke, postale su veoma različite životinje od onih koje su razvili uzgajivači u Sjedinjenim Državama, koji su holštajne koristili samo za proizvodnju mleka.
Uzgajivači su uvozili specijalizovane mlečne holštajne iz Sjedinjenih Država da bi ih ukrštali sa evropskim crno-belima. Iz tog razloga, u savremenoj upotrebi, „holštajn” se koristi za opisivanje severno ili južnoameričkih goveda i njegove upotrebe u Evropi, naročito na severu. Frizijska goveda su životinje tradicionalnog evropskog porekla, koje se uzgajaju i za mlečnu upotrebu i za govedinu. Ukrštanje između ove dve rase opisano je pojmom „holštajn-frizijsko govedo”.

## Produkcija
Prosečna stvarna proizvodnja u 2008. godini za sva stada američkih Holštajna koja su bila uključena u programe testiranja proizvodnje i koja su bila prihvatljiva za genetske procene bila je 10,443 kg mleka, 380 kg putera i 322 kg od proteina godišnje. Ukupna produktivnost tokom životnog veka može se izvesti iz prosečnog životnog veka krava u SAD. Poslednjih godina to se redovno smanjuje i sada iznosi oko 2,75 laktacija, što kada se pomnoži sa prosečnim prinosom laktacije daje oko 28.000 kg mleka. Trenutni nacionalni lider u SAD za Holštajnsku proizvodnju mleka je Bar-Vol Bukiji Gigi EKS-94 3E, koja je proizvela 33,860 kg mleka za 365 dana, što je kompletiralo njen rekord u 2016. godini.
Značajna prednost, na primer u odnosu na Veliku Britaniju, može se objasniti putem nekoliko faktora:
- Upotreba hormona za proizvodnju mleka, rekombinantnog bST: Studija u februaru 1999. utvrdila je da je „odgovor na bST tokom laktacije u roku od 305 dana iznosio 894 kg mleka, 27 kg masti i 31 kg proteina”.[5] Kompanija Monsanto procenjuje da je oko 1,5 miliona od 9 miliona mlečnih krava tretirano sa rBST, odnosno oko 17% krava na nacionalnom nivou.[6]
- Veća upotreba muže tri puta dnevno: U istraživanju sprovedenom na Floridi između 1984. i 1992. godine koristeći 4293 zapisa o laktaciji Holštajna iz osam stada, 48% krava je muženo tri puta dnevno. Ova praksa je bila odgovorna za dodatnih 17,3% mleka, 12,3% masti i 8,8% proteina.[7] Muža tri puta dnevno je postala uobičajena poslednjih godina. Muža dva puta dnevno je bila tradicionalno najčešći raspored muže mleka. U Evropi, Australiji i Novom Zelandu muža mleka je u intervalima od 10 do 14 sati je uobičajena.[8]
- Veći kravlji potencijal (100% Holštajnska krda): Evropski frizijski tipovi tradicionalno su imali niže proizvodne performanse od svojih severnoameričkih Holštajn ekvivalenata.
- Veća upotreba sistema za hranjenje ukupno mešanih obroka (TMR): upotreba TMR sistema se i dalje širi na mlečnim farmama. Pregled Hoard's Dairyman iz 1993. godine je izvestilo da je 29,2% anketiranih farmi mleka u SAD usvojilo ovaj sistem ishrane krava muzara. Mlekarski pregled u Ilinoisu iz 1991. godine ustanovio je da je 26% mlekarskih farmera koristilo TMR obroke, i da je ishod bio 300 kg više mleka po kravi u poređenju s drugim sistemima ishrane.[9] Američki tip operacija (Severna i Južna Amerika) karakterišu velike operacije labavog smeštaja, TMR hranjenje i relativno mnogo zaposlenih. Međutim, mlečne farme na severoistoku SAD i u delovima Kanade razlikuju se od tipičnih američkih operacija. Tamo se nalaze mnoga manja porodična gazdinstva sa bilo slobodnim smeštajem ili intenzivnim štalama. Ove operacije su prilično slične evropskom tipu, koji karakterišu relativno male operacija, gde se svaka krava hrani i tretira pojedinačno.[10]

## Genetika
Zlatno doba frizijskog uzgoja nastupilo je tokom poslednjih 50 godina, čemu su u poslednje vreme umnogome pomogle tehnike transfera embriona, koje su omogućile ogromno umnožavanje bikova koji su ulazili u testiranje potomstva elitnih krava bikovih majki.
Frizijski bik, Osborndejl Ajvanho, rođen 1952, doneo je stas, ugaonost, dobru konformaciju vimena i konformaciju stopala i nogu, ali njegovim ćerkama je nedostajala snaga i dubina. Njegovi potomci su uključivali:
- Raund Ouk Rag Epl Elevejšon, rođen 1965, često skraćeno RORA Elevejšon, bio je još jedan vrhunski bik. Za njim ostalo potomstvo od preko 70.000 holštajnskih goveda, sa potomcima od preko 5 miliona grla; Elevejšon je 1999. godine Holštajnska međunarodna asocijacija proglasila Bikom veka..[11] Elevejšon je rezultat ukrštanja Tajdi Berk Elevejšona koji je korišćen na jednoj od najboljih Ajvanhovih kćeri, Raund Ouk Ajvanho Iv. On je bio neprevaziđen u to vreme po tipu i proizvodnji.
- Penstejt Ajvanho Star, rođen 1963, proizveo je ćerke sličnog rasta i mlečnih osobina kao Ajvanhove, ali sa većom proizvodnjom. Takođe je značajno da je bio otac Karlin-M Ajvanho Bela, velikog proizvodnog bika 80-ih, poznatog i po dobrim vimenima, stopalima i nogama. Današnji genetski poremećaj, složena malformacija pršljenova, prati se do Karlin-M Ajvanho Bela i Penstejt Ajvanho Stara.
- Hiltop Apolo Ajvanho, rođen 1960, otac Vitier Farms Apolo Roketa, rođenog 1967, bio je bik sa najvećom proizvodnjom mleka tokom 1970-ih, a Vejn Spring Fond Apolo, rođen 1970, bio je prvi bik ikada koji je imao indeks prenosa mleka od preko 2.000 M i imao je indeks pozitivnog tipa. „Vejn” je imao veoma poznatu ćerku To-Mar Vejn Hej, koja je bila majka velikog To-Mara Blekstara, rođ. 1983.

### Genetske anomalije
Bračispina sindrom (BS) je redak monogeni autozomno recesivni nasledni poremećaj identifikovan kod ove rase.

### Kloniranje
Starbak (2)II, klon poznatog CIAQR oca Hanoverhil Starbaka, rođen je 7. septembra 2000. u Sent-Ijasentu. Klon je rezultat kombinovanih napora CIAQ, L'Alliance Boviteq Inc, i Veterinarskog fakulteta Univerziteta u Montrealu. Klonirano tele rođeno je 21 godinu i 5 meseci nakon Starbakovog datuma rođenja i nešto manje od 2 godine nakon njegove smrti (17. septembra 1998.). Tele je bilo teško 54,2 kg pri rođenju i pokazalo je iste vitalne znake kao telad proizvedena od redovnog AI ili ET. Starback II je izveden iz zamrznutih ćelija fibroblasta, prikupljenih mesec dana pre Starbakove smrti.

## Značajni Holštajni
- Ubre Blanka, krava Fidela Kastra (1972–1985)
- Polin Vejn, krava američkog predsednika Vilijama Hauarda Tafta
- RORA Elevejšon, nagrađeni bik
- Poni farm Arlinda čif, bik sa sjajnim genima za proizvodnju mleka; međutim, on je takođe uveo smrtonosni gen u populaciju[14]
- Bel Sarkastik, „nezvanična maskota” arhive i istorijskih zbirki Državnog univerziteta Mičigen[15]
- Kijan (1997-2013), prvi crveni holštajn bik čije je seme prodato u više od milion jedinica širom sveta[16]
- Osborndejl Ajvanho (1952-1970), holštajnski bik u vlasništvu Frensis Ozborn Kelog. On se pario 100.187 puta i njegovo seme isporučivano širom sveta.[17]
- Tojstori (2001-2014), holštajnski bik čije je seme prodato u više od 2,4 miliona jedinica širom sveta i procenjeno je da je imao preko 500.000 potomaka[18]
- Nikers, izuzetno veliki bik iz Zapadne Australije, koji je u novembru 2018. dospeo na naslovne stranice širom sveta, jer je prevelik da bi se preradio u lokalnim klanicama.[19][20][21]

## Literatura
- Low, David (1845). On the Domesticated Animals of the British Islands: Comprehending the Natural and Economical History of Species and Varieties; the Description of the Properties of External Form; and Observations on the Principles and Practice of Breeding., Longman, Brown, Green, & Longmans